# W711-2
W711-2 was een set honkbalkaarten van in totaal 35 ongenummerde, zwart/wit kaarten van 54 bij 66 mm, uitgebracht in 1940. De complete set werd uitgegeven door de Cincinnati Reds-honkbalclub, en werden verkocht in het stadion. 29 kaarten hebben een portretfoto van een speler op de voorkant, met naam, positie en biografische informatie en vijf jaar aan statistieken op de achterkant staan.

## Overzicht
Deze set maakte deel uit van de 711-serie, bestaande uit verschillende collecties die door de Reds van 1939 tot 1956 werden uitgegeven. De 711-2 collectie staat ook wel bekend als de 1940 Cincinnati Reds Team Issue in plaats van het referentienummer van Jefferson Burdick's The American Card Catalog. De rest van de 6 kaarten waren referentiekaarten die de winst in de World Series in 1940 tegen de Detroit Tigers beschreven, en een bestelformulier om meer van deze sets te verkrijgen bij Harry Hartman Publishing Co. in Cincinnati, Ohio.
Deze set had weinig bekende honkbalsterren in het team met uitzondering van Johnny Vandermeer die nog steeds het record heeft voor twee opeenvolgende no-hitter wedstrijden in 1938, Eddie Joost en Ernie Lombardi. Een complete lijst van spelers in dit spel staat hieronder.

## Spelers/kaart lijst
- Morrie Arnovich
- William (Bill) Baker
- Joe Beggs
- Harry Craft
- Paul Derringer
- Lonny Frey
- Ival Goodman
- Harry (Hank) Gowdy
- Witt Guise
- Harry (Socko) Hartman
- Willard Hershberger
- John Hutchings
- Eddie Joost
- Ernie Lombardi
- Frank McCormick
- Myron McCormick
- William Boyd McKechnie
- Lloyd (Whitey) Moore
- William (Bill) Meyers
- Lewis Riggs
- Elmer Riddle
- James A. Ripple
- Milt Shoffner
- Eugene Thompson
- James Turner
- Johnny Vandermeer
- Bucky Walters
- William Werber
- James Wilson
- The Cincinnati Reds

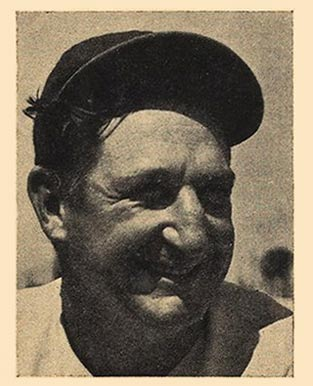
Hall of Famer Ernie Lombardi was een van de afgebeelde spelers

- The Cincinnati Reds World Champions
- Tell the World About the Cincinnati Reds
- Tell the World About the Cincinnati Reds World Champions
- Resultaten World Series 1940
- Debt of Gratitude to Wm. Koeh Co.